# 元娑羅
元娑羅（?—?），北魏宗室，魏献文帝与高太妃的曾孙，北海王元详的孙子，北海王元颢的儿子。
建义元年（528年）四月，河阴之变前夕，元颢南奔南梁。梁武帝派陈庆之护送元颢回到洛阳为北魏君主。永安二年七月十八（529年8月8日），尔朱荣派贺拔胜、尔朱兆击败元颢，元娑羅的兄弟元冠受被俘虏。七月廿一日（529年8月11日），元颢在临颍县被杀。魏孝武帝初年，重新追赠元颢。东魏武定年间，元娑羅袭封北海王。北齐受禅，爵位按例降封。